# Heracleum persicum
Heracleum persicum é uma planta herbácea perene e polártica da família das cenouras Apiaceae, originária da região do Irã (antiga Pérsia). Ela cresce selvagem em regiões montanhosas úmidas no Irã, bem como em algumas áreas adjacentes. Como tempero, seu nome comum em inglês é "angelica", embora não seja relacionado ao gênero Angelica. Tendo sido introduzido na década de 1830, ele se espalhou pela Escandinávia. Agora é muito comum no norte da Noruega, onde é conhecida como a palmeira de Tromsø.
A planta também foi localizada na Suécia. Na Finlândia, foi declarada como espécie invasora.
Heracleum persicum é um perene policarpica, isto é, uma planta madura floresce e produz frutos, estação após estação.

## Usos

### Usos alimentares
As sementes são usadas como tempero na culinária persa. As vagens muito finas e pequenas são aromáticas e ligeiramente amargas. Eles geralmente são vendidos em forma de pó e muitas vezes são erroneamente vendidos como "sementes de Angelica". O pó é polvilhado com favas, lentilhas e outras leguminosas e batatas. Golpar também é usado em sopas e ensopados. É usado frequentemente polvilhado sobre os arils da romã. Golpar também é misturado com vinagre onde as folhas de alface são mergulhadas antes de serem comidas.
O Golpar pode ser usado em pequenas quantidades (1 ou 2 colheres de chá por libra) ao cozinhar o feijão para reduzir o efeito do gás no trato digestivo associado ao consumo de feijão.
Na culinária persa, as pétalas são usadas na mistura de especiarias para dar sabor a pratos de arroz, bem como em pratos de frango e feijão. As folhas tenras e os talos das folhas também podem ser decapados (conhecidos como golpar torshi).

## Saúde e segurança pública
A seiva da palmeira Tromsø contém furanocumarinas que, em combinação com a luz ultravioleta, levam à fitofotodermatite. Existem algumas evidências de que o H. persicum pode ser menos perigoso que o H. mantegazzianum no que diz respeito à fototoxicidade.

## Medidas de controle
As formas conhecidas de combater a palma de Tromsø são o corte constante de novos brotos. Ao cortar, recomenda-se equipamento de proteção, e as ferramentas de corte de metal devem ser limpas após o uso porque o suco está oxidando.

Distribuição na Europa
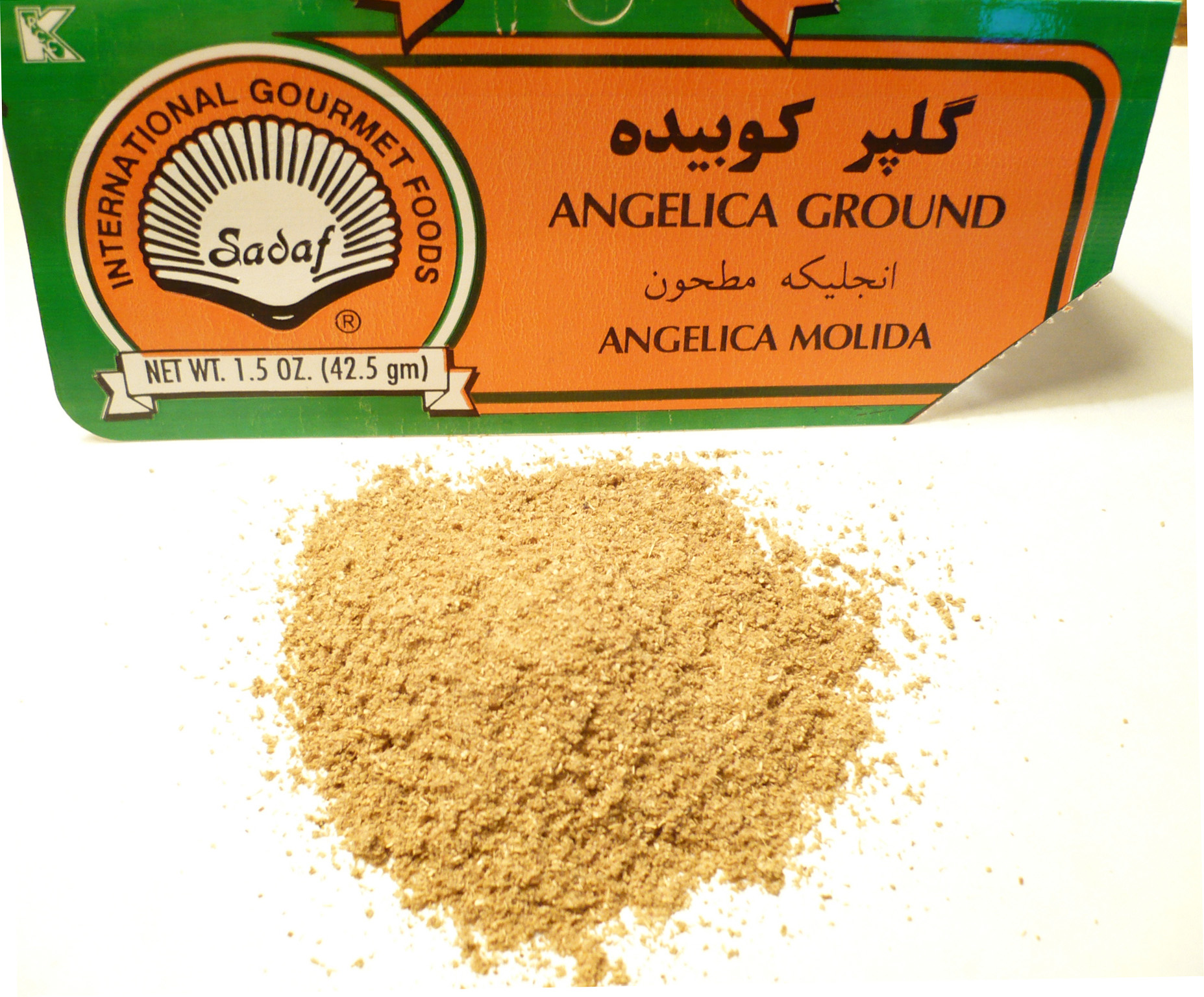
Sementes moídas de golpar (H. persicum)